# Israël op de Olympische Zomerspelen 2000
Israël nam deel aan de Olympische Zomerspelen 2000 in Sydney, Australië. Er werd een bronzen medaille gewonnen in het zeilen. 

## Medailleoverzicht
| Sport     | Olympiër         | Onderdeel    | Medaille |
| --------- | ---------------- | ------------ | -------- |
| Kanovaren | Michael Kolganov | K-1 500m (m) | Brons    |

## Deelnemers en resultaten

### Atletiek
| Olympiër                                                      | Onderdeel                | Resultaat | Prestatie                                                  |
| ------------------------------------------------------------- | ------------------------ | --------- | ---------------------------------------------------------- |
| Tommy Kafri                                                   | 100m (m)                 | 42e       | serie 5: 4de in 10,43                                      |
| Gidon Jablonka                                                | 200m (m)                 | 33e       | serie 3: 5de in 20,92                                      |
| Kfir Golan Gidon Yablonka Tommy Kafri Aleksandr Porkhomovskiy | 4x100m (m)               | 26e       | serie 3: 6de in 39,76                                      |
| Rogel Nachum                                                  | hink-stap-springen (m)   | 23e       | kwalificatie groep B: 13de met 16,39m                      |
| Konstantin Matusevich                                         | hoogspringen (m)         | 5e        | kwalificatie groep A: 1ste met 2,27m finale: 5de met 2,32m |
| Alexander Averbukh                                            | polsstokhoogspringen (m) | 5e        | kwalificatie groep B: 6de met 5,65m finale: 10de met 5,50m |
| Danny Krasnov                                                 | polsstokhoogspringen (m) | 20e       | kwalificatie groep A: 11de met 5,55m                       |

### Gymnastiek
| Olympiër   | Onderdeel       | Resultaat | Prestatie                            |
| Ritmisch   | Ritmisch        | Ritmisch  | Ritmisch                             |
| ---------- | --------------- | --------- | ------------------------------------ |
| Or Tokayev | individueel (v) | 14e       | kwalificatie: 14de met 38,569 punten |

### Judo
| Olympiër     | Onderdeel  | Resultaat | Prestatie |
| ------------ | ---------- | --------- | --- |
| Gil Offer    | -73kg (m)  | 13e       | 1ste ronde: vrij 2de ronde: V van BRA Camilo: ippon herkansingen: V van ALG Yagoubi: herkansingen |
| Ariel Ze'evi | -100kg (m) | 5e        | 1ste ronde: vrij 2de ronde: W van POL Nastula: ippon 3de ronde: W van HUN Kovács: ippon kwartfinale: V van JPN Inoue: ippon herkansingen: W van CUB Kessel: yuko herkansingen 2: W van BRA Sabino: ippon bronzen finale: V van FRA Traineau: ippon |
|              |            |           | |
| Orit Bar On  | -57kg (v)  | 15e       | 1ste ronde: vrij 2de ronde: V van BEL Lomba: herkansingen |

### Kanovaren
| Olympiër                       | Onderdeel     | Resultaat | Prestatie                                                                         |
| ------------------------------ | ------------- | --------- | --------------------------------------------------------------------------------- |
| Michael Kolganov               | K-1 500m (m)  | Brons     | serie 2: 2de in 1.40,275 halve finale 1: 3de in 1.40,426 finale: 3de in 1.59,563  |
| Michael Kolganov               | K-1 1000m (m) | 4e        | serie 4: 1ste in 3.35,487 halve finale 1: 3de in 3.37,439 finale: 4de in 3.35,099 |
| Roei Yellin Rami Zur           | K-2 500m (m)  | 14e       | serie 1: 5de in 1.34,774 halve finale 1: 8ste in 1.34,241                         |
| Roei Yellin Rami Zur           | K-2 1000m (m) | 13e       | serie 2: 8ste in 3.20,913 halve finale 1: 7de in 3.22,634                         |
|                                |               |           |                                                                                   |
| Lior Carmi Larisa Pesyakhovich | K-2 500m (v)  | 11e       | serie 1: 6de in 1.48,647 halve finale: 5de in 1.48,120                            |

### Schermen
| Olympiër      | Onderdeel  | Resultaat | Prestatie                                                                                   |
| ------------- | ---------- | --------- | ------------------------------------------------------------------------------------------- |
| Ayelet Ohayon | floret (v) | 9e        | 1ste ronde: vrij 2de ronde: W van FRA Wuillème: 15-12 3de ronde: V van ITA Bianchedi: 12-15 |

### Schietsport
| Olympiër          | Onderdeel                  | Resultaat | Prestatie                                         |
| ----------------- | -------------------------- | --------- | ------------------------------------------------- |
| Guy Starik        | 50m geweer 3 houdingen (m) | 32e       | kwalificatie: 32ste met 1154 punten (398-370-386) |
| Guy Starik        | 50m geweer liggend (m)     | 25e       | kwalificatie: 25ste met 592 punten                |
| Alexander Danilov | 50m pistool (m)            | 18e       | kwalificatie: 18de met 556 punten                 |
| Alexander Danilov | 10m luchtpistool (m)       | DSQ       | kwalificatie: gediskwalificeerd                   |

### Worstelen
| Olympiër            | Onderdeel      | Resultaat      | Prestatie |
| Grieks-Romeins      | Grieks-Romeins | Grieks-Romeins | Grieks-Romeins |
| ------------------- | -------------- | -------------- | --- |
| Michael Beilin      | -63kg (m)      | 15e            | groep 4: 2de W van BLR Zhuk: 1-0 V van UZB Kurbanov: 0-4                                                                                                 |
| Gocha Tsitsiashvili | -85kg (m)      | 6e             | groep 6: 2de V van NOR Aanes: 2-7 W van UZB Vitt: 3-0 W van TUN Hamba: 11-1                                                                              |
| Yuri Evseitchik     | -130kg (m)     | 4e             | groep 6: 1ste W van TUR Bakir: 3-0 W van CZE Vála: 5-1 W van POL Sitnik: 3-1 halve finale: V van USA Gardner: 2-3 bronzen finale: V van BLR Debelka: 0-1 |

### Zeilen
| Olympiër                   | Onderdeel   | Resultaat | Prestatie                                      |
| -------------------------- | ----------- | --------- | ---------------------------------------------- |
| Amit Inbar                 | mistral (m) | 7e        | 79 punten: (3-13-14-13-13-5-OCS-4-13-4-11)     |
| Eli Zukerman Elad Ronen    | 470 (m)     | 14e       | 99 punten: (3-12-12-OCS-19-11-10-16-23-7-9)    |
|                            |             |           |                                                |
| Michal Hein                | mistral (v) | 14e       | 115 punten: (11-8-21-14-14-DSQ-11-13-18-10-16) |
| Shani Kedmi Anat Fabrikant | 470 (v)     | 4e        | 50 punten: (7-12-1-15-3-5-3-14-9-2-8)          |

### Zwemmen
| Olympiër                                            | Onderdeel             | Resultaat | Prestatie                                                                          |
| --------------------------------------------------- | --------------------- | --------- | ---------------------------------------------------------------------------------- |
| Yoav Bruck                                          | 50m vrije slag (m)    | 34e       | serie 6: 5de in 23,21                                                              |
| Yoav Bruck                                          | 100m vrije slag (m)   | 38e       | serie 6: 6de in 51,62                                                              |
| Eithan Urbach                                       | 100m rugslag (m)      | 8e        | serie 5: 5de in 55,44 (NR) halve finale 2: 3de in 55,31 (NR) finale: 8ste in 55,74 |
| Yoav Gath                                           | 200m rugslag (m)      | 16e       | serie 5: 5de in 2.00,80 halve finale 2: 8ste in 2.03,80                            |
| Tal Stricker                                        | 100m schoolslag (m)   | 32e       | serie 5: 1ste in 1.03,99                                                           |
| Tal Stricker                                        | 200m schoolslag (m)   | 32e       | serie 4: 7de in 2.19,33                                                            |
| Yoav Meiri                                          | 100m vlinderslag (m)  | 37e       | serie 4: 4de in 55,38                                                              |
| Michael Halika                                      | 200m vlinderslag (m)  | 31e       | serie 4: 8ste in 2.01,97                                                           |
| Michael Halika                                      | 200m wisselslag (m)   | 39e       | serie 4: 7de in 2.07,53                                                            |
| Michael Halika                                      | 400m wisselslag (m)   | 11e       | serie 5: 6de in 4.19,97                                                            |
| Oren Azrad Yoav Bruck Alexei Manziula Eithan Urbach | 4x100m vrije slag (m) | 14e       | serie 3: 6de in 3.22,06 (NR)                                                       |
| Yoav Bruck Yoav Meiri Tal Stricker Eithan Urbach    | 4x100m wisselslag (m) | 17e       | serie 2: 5de in 3.43,39 (NR)                                                       |
|                                                     |                       |           |                                                                                    |
| Adi Bichman                                         | 400m vrije slag (v)   | 38e       | serie 1: 7de in 4.27,33                                                            |
| Adi Bichman                                         | 800m vrije slag (v)   | 25e       | serie 2: 8ste in 9.01,90                                                           |
| Vered Borochovski                                   | 100m vlinderslag (v)  | 19e       | serie 7: 6de in 1.00,34                                                            |
| Vered Borochovski                                   | 200m wisselslag (v)   | 21e       | serie 5: 7de in 2.18,99                                                            |
| Adi Bichman                                         | 400m wisselslag (v)   | 26e       | serie 3: 8ste in 5.06,72                                                           |

Albanië · Algerije · Amerikaanse Maagdeneilanden · Amerikaans-Samoa · Andorra · Angola · Antigua en Barbuda · Argentinië · Armenië · Aruba · Australië · Azerbeidzjan · Bahama's · Bahrein · Bangladesh · Barbados · België · Belize · Benin · Bermuda · Bhutan · Bolivia · Bosnië en Herzegovina · Botswana · Brazilië · Britse Maagdeneilanden · Brunei · Bulgarije · Burkina Faso · Burundi · Cambodja · Canada · Centraal-Afrikaanse Republiek · Chili · China · Chinees Taipei · Colombia · Comoren · Congo-Brazzaville · Congo-Kinshasa · Cookeilanden · Costa Rica · Cuba · Cyprus · Denemarken · Djibouti · Dominica · Dominicaanse Republiek · Duitsland · Ecuador · Egypte · El Salvador · Equatoriaal-Guinea · Eritrea · Estland · Ethiopië · Fiji · Filipijnen · Finland · Frankrijk · Gabon · Gambia · Georgië · Ghana · Grenada · Griekenland · Groot-Brittannië · Guam · Guatemala · Guinee · Guinee‑Bissau · Guyana · Haïti · Honduras · Hongarije · Hongkong · Ierland · IJsland · India · Indonesië · Irak · Iran · Israël · Italië · Ivoorkust · Jamaica · Japan · Jemen · Joegoslavië · Jordanië · Kaaimaneilanden · Kaapverdië · Kameroen · Kazachstan · Kenia · Kirgizië · Koeweit · Kroatië · Laos · Lesotho · Letland · Libanon · Liberia · Libië · Liechtenstein · Litouwen · Luxemburg · Macedonië · Madagaskar · Malawi · Malediven · Maleisië · Mali · Malta · Marokko · Mauritanië · Mauritius · Mexico · Micronesië · Moldavië · Monaco · Mongolië · Mozambique · Myanmar · Namibië · Nauru · Nederland · Nederlandse Antillen · Nepal · Nicaragua · Nieuw-Zeeland · Niger · Nigeria · Noord-Korea · Noorwegen · Oeganda · Oekraïne · Oezbekistan · Oman · Oostenrijk · Pakistan · Palau · Palestina · Panama · Papoea-Nieuw-Guinea · Paraguay · Peru · Polen · Portugal · Puerto Rico · Qatar · Roemenië · Rusland · Rwanda · Saint Kitts en Nevis · Saint Lucia · Saint Vincent en Grenadines · Salomonseilanden · Samoa · San Marino ·  Sao Tomé en Principe · Saoedi-Arabië · Senegal · Seychellen · Sierra Leone · Singapore · Slovenië · Slowakije · Soedan · Somalië · Spanje · Sri Lanka · Suriname · Swaziland · Syrië · Tadzjikistan · Tanzania · Thailand · Togo · Tonga · Trinidad en Tobago · Tsjaad · Tsjechië · Tunesië · Turkije · Turkmenistan · Uruguay · Vanuatu · Venezuela · Verenigde Arabische Emiraten · Verenigde Staten · Vietnam · Wit-Rusland · Zambia · Zimbabwe · Zuid-Afrika · Zuid-Korea · Zweden · Zwitserland · Individuele olympische atleten